# Yin Chengxin
Pour les articles homonymes, voir Yin.
Yin Chengxin est une nageuse synchronisée chinoise née le 5 février 1995 à Wuhan. Elle remporte la médaille d'argent du ballet aux Jeux olympiques d'été de 2016 à Rio de Janeiro.